# Adenanthos cuneatus
Espèce
Adenanthos cuneatus, également connu localement sous le nom de coastal jugflower, flame bush (buisson de feu), bridle bush ou sweat bush, est une espèce d'arbuste de la famille des Proteaceae, originaire de la côte sud de l'Australie-Occidentale. Le naturaliste français Jacques Labillardière l'a décrit pour la première fois en 1805. Au sein du genre Adenanthos, il appartient à la section Adenanthos et il est étroitement apparenté à A. stictus. A. cuneatus s'est hybridé avec quatre autres espèces d' Adenanthos. Poussant jusqu'à 2 m en hauteur et en largeur, un port dressé à prostré, avec des feuilles lobées cuneiformes, couvertes de poils fins argentés. Les fleurs rouges solitaires sont insignifiantes et apparaissent toute l'année, mais surtout à la fin du printemps. La croissance rougeâtre terminale se produit au cours de l'été.
Cette espèce est sensible au dépérissement de Phytophthora cinnamomi, nécessitant donc un sol sablonneux et un bon drainage pour se développer en culture, son habitat naturel de sols sableux dans les landes en étant un exemple. Ses pollinisateurs comprennent les abeilles, les opossums, les oiseaux tels que les silvereyes et les méliphages, en particulier le méliphage festonné. A. cuneatus est cultivé dans des jardins en Australie et dans l'ouest des États-Unis, et une forme naine et prostrée est disponible dans le commerce.

## Description

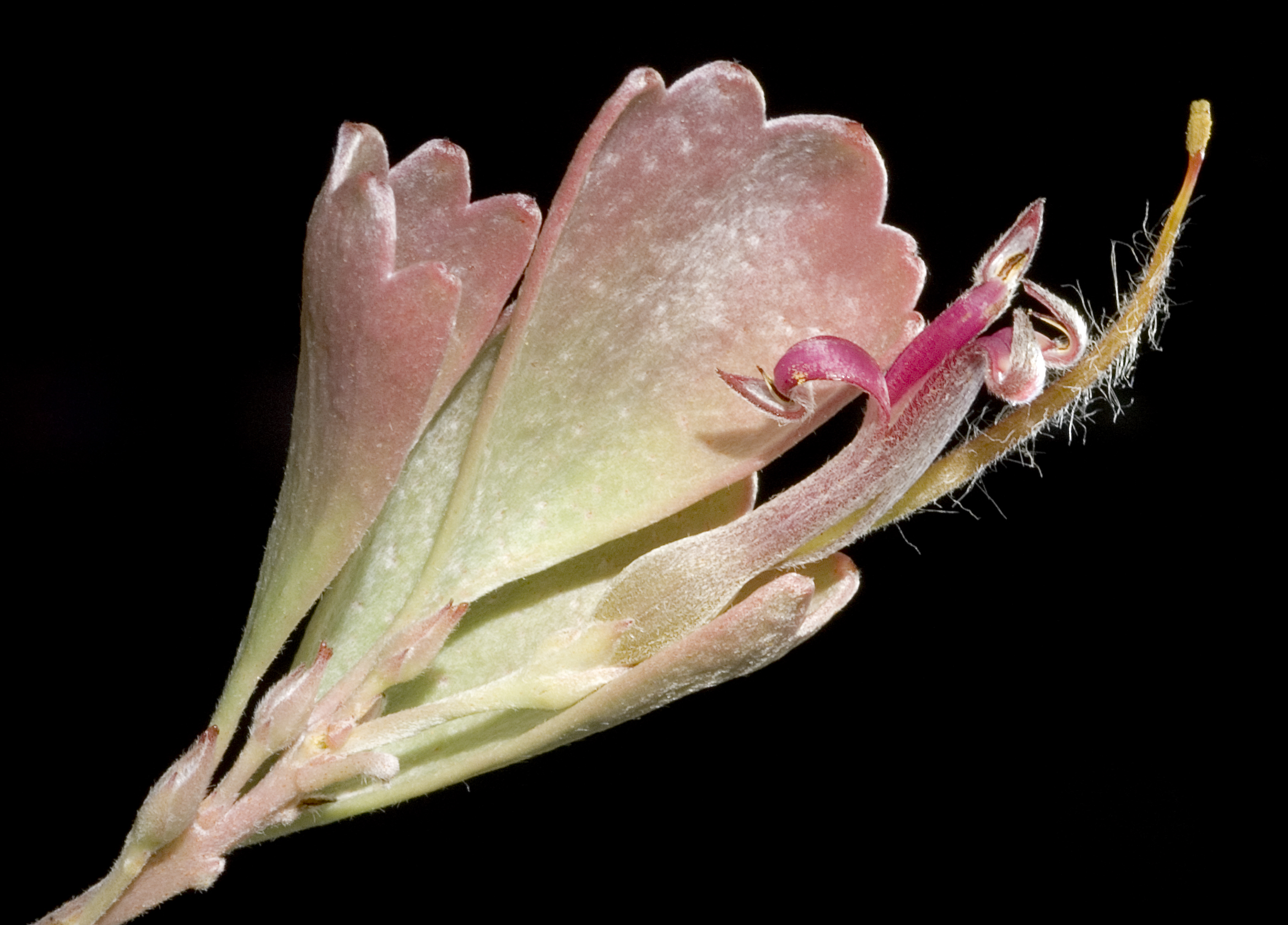

Adenanthos cuneatus pousse comme un arbuste dressé, étalé ou couché atteignant 2 m en hauteur et en largeur. Avec une base ligneuse, dite lignotubercule, il peut repousser après un feu de brousse. Les feuilles à base cunéiforme ont des pétioles courts, font environ 2 cm de long sur 1-1,5 cm de large, avec 3 à 5 (et parfois jusqu'à 7) "dents" ou lobes arrondis formant un éventail aux extrémités,. La croissance printanière ou estivale est rouge et légèrement translucide, donnant un effet rouge vif à contre-jour, surtout lorsque le soleil se rapproche du couchant. La nouvelle croissance est principalement observée en été et les feuilles en général sont couvertes de poils fins et argentés. Se produisant tout au long de l'année mais plus souvent d'août à novembre, les fleurs simples insignifiantes sont d'un rouge sombre et mesurent environ 4 cm de long,. Le pollen est de forme triangulaire et mesure 31-44 μm de longueur, en moyenne autour de 34 μm.
L'espèce est similaire à bien des égards à son proche parent A. stictus. La différence la plus évidente est dans le port : l' A. cuneatus pousse rarement à plus de 2 m de hauteur, tandis que A. stictus est un plus grand arbuste non lignotubère à tige unique, qui atteint généralement 5 m de hauteur. Les feuilles sont similaires, mais les lobes à l'apex des feuilles sont réguliers et crénelés (arrondis) chez A. cuneatus, mais irréguliers et dentés chez A. stictus. De plus, la nouvelle croissance n'a pas de couleur rouge chez A. stictus et les feuilles juvéniles d' A. stictus sont généralement beaucoup plus grandes que les feuilles adultes, une différence non observée chez A. cuneatus. Les fleurs des deux espèces sont très similaires, ne différant que subtilement par la dimension, la couleur et l'indument.

## Taxinomie

### Découverte et dénomination
Bien que l'heure et le lieu précis de sa découverte soient inconnus, Jacques Labillardière, botaniste d'une expédition dirigée par Bruny d'Entrecasteaux, qui a jeté l'ancre dans la baie d'Esperance sur la côte sud de l'Australie-Occidentale le 9 décembre 1792, a très probablement recueilli le premier spécimen botanique connu d' Adenanthos cuneatus le 16 décembre alors qu'il recherchait dans la zone située entre Observatory Point et Pink Lake le zoologiste Claude Riche, qui était allé à terre deux jours plus tôt et n'était pas revenu. À la suite d'une recherche infructueuse le lendemain, plusieurs membres influents de l'expédition étaient convaincus que Riche avait dû périr de soif ou aux mains des aborigènes australiens et conseillèrent à d'Entrecasteaux de repartir sans lui. Cependant, Labillardière ayant convaincu d'Entrecasteaux de chercher un jour de plus, ceci a été récompensé non seulement par la récupération de Riche, mais aussi par la collecte de plusieurs spécimens botaniques très importants, dont les premiers spécimens d' Anigozanthos (Patte de Kangourou) et de Nuytsia floribunda (arbre de Noël de l'ouest de l'Australie) et, comme mentionné ci-dessus, A. cunéiforme,.
Treize ans se sont écoulés avant que Labillardière ne publie une description formelle d' A. cuneatus, et entre-temps plusieurs autres collectes ont été faites : le botaniste écossais Robert Brown a collecté un spécimen le 30 décembre 1801, lors de la visite du HMS Investigator à King George Sound ; et, quatorze mois plus tard, Jean-Baptiste Leschenault de La Tour, botaniste du voyage d'exploration de Nicolas Baudin, et le "garçon jardinier" Antoine Guichenot y récoltèrent d'autres spécimens. Le récit officiel de l'expédition de Baudin contient des notes de Leschenault sur la végétation :

« Sur les bords de la mer, croissent, en grande abondance, l'adenanthos cuneata, l'adenanthos sericea au feuillage velouté, et une espèce du même genre dont les feuilles sont arrondies. »

— Jean Baptiste Leschenault
Labillardière a finalement publié le genre Adenanthos, avec A. cuneatus et deux autres espèces, dans son Novae Hollandiae Plantarum Specimen de 1805. Il a choisi le nom spécifique cuneata en référence aux feuilles de cette espèce, qui sont cunéiformes (triangulaires),. Ce nom est de genre féminin, en cohérence avec les observations de Labillardière relatifs au genre. Il n'a pas désigné laquelle des trois espèces publiées devait servir d'espèce type d' Adenanthos, mais le botaniste irlandais E. Charles Nelson a depuis choisi A. cuneatus comme lectotype du genre, puisque l'holotype d' A. cuneatus porte une annotation montrant la dérivation du nom du genre, et parce que la description qu'en fait Labillardière est la plus détaillée des trois, et est référencée par les autres descriptions.

### Synonymie
En 1809, Richard Salisbury, écrivant sous le nom de Joseph Knight dans le controversé Sur la culture des plantes appartenant à l'ordre naturel des Proteeae, publie le nom d' Adenanthes flabellifolia, listant A. cuneata comme synonyme. Comme aucun spécimen type n'a été donné et qu'aucun spécimen annoté par Knight n'a pu être trouvé, cela a été traité comme un synonyme nomenclatural d' A. cuneata et a donc été rejetée en vertu du principe de priorité.
Adenanthos crenata est également synonyme de cette espèce, publié par Carl Ludwig Willdenow dans la 16e édition de Systema vegetabilium de Kurt Sprengel en 1825. Willdenow a publié à la fois A. cuneata et A. crenata, leur donnant des descriptions différentes mais désignant le même spécimen type pour les deux. Ainsi A. crenata a été rejeté en vertu du principe de priorité, et est maintenant considéré comme un synonyme nomenclatural d' A. cuneatus.

### Placement infragénérique
En 1870, George Bentham publie le premier arrangement infragénérique d'Adenanthos dans le volume V de son œuvre phare Flora Australiensis. Il a divisé le genre en deux sections, plaçant A. cuneata dans la section Stenolaema parce que son tube périanthe est droit et non renflé au-dessus de la médiane. Cet arrangement est toujours valable aujourd'hui, bien que Stenolaema est maintenant renommé en l'autonyme section Adenanthos.
Une analyse phénétique du genre entreprise par Nelson en 1975 a donné des résultats dans lesquels A. cuneatus a été regroupé avec A. stictus. Cet appariement était alors voisin d'un groupe plus large qui comprenait A. forrestii, A. eyrei, A. cacomorphus, A. ileticos et plusieurs formes hybrides et inhabituelles d’A. cuneatus. L'analyse de Nelson a soutenu les sections de Bentham, et elles ont donc été retenues lorsque Nelson a publié une révision taxonomique du genre en 1978. Il a ensuite subdivisé la section Adenanthos en deux sous-sections, avec A. cuneata placé dans la sous-section Adenanthos pour des raisons comprenant la longueur de son périanthe, mais Nelson a écarté ses propres sous-sections dans son traitement de 1995 d’Adenanthos pour la série de monographies Flora of Australia. À cette époque, l'ICBN avait rendu une décision selon laquelle tous les genres se terminant par -anthos devaient être traités comme étant du genre grammatical masculin ; l'épithète spécifique est donc devenue cuneatus.
Le placement d’A. cuneatus dans l'arrangement de Nelson d’Adenanthos peut être résumé comme suit :

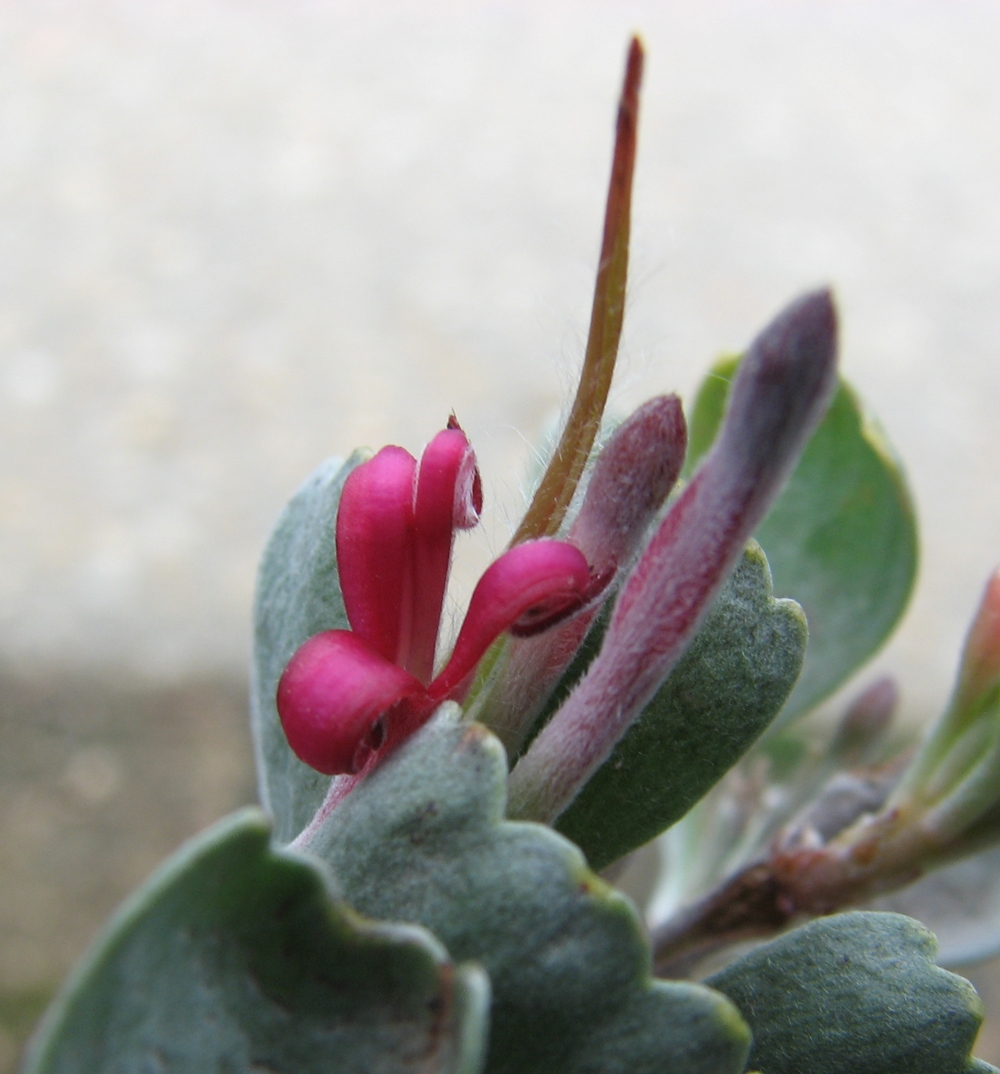
Inflorescence.

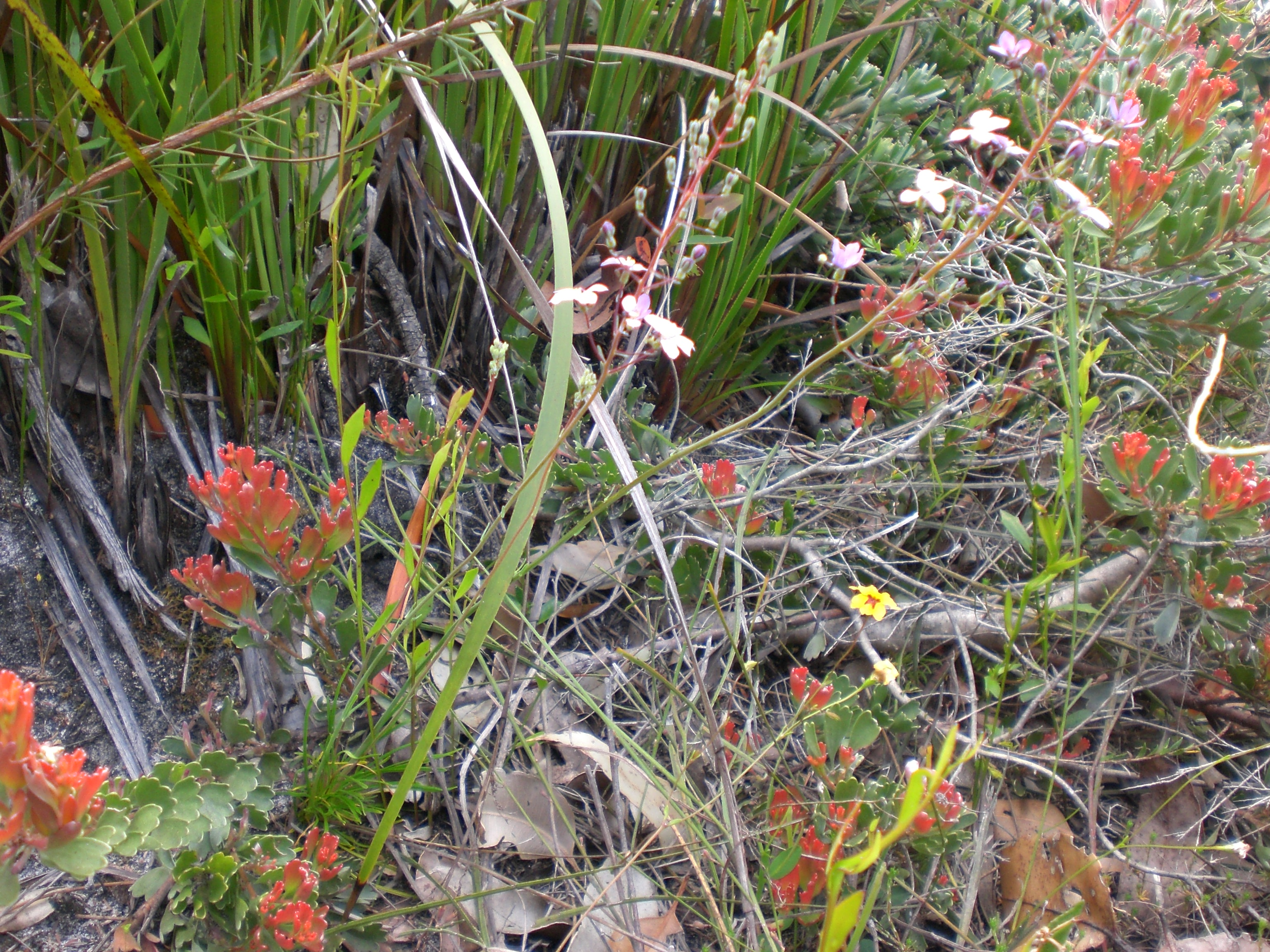
Croissance terminale rouge d’A. cuneatus, Parc national Torndirrup.

Adenanthos
A. sect. Eurylaema (4 espèces)
A. sect. Adenanthos
A. drummondii
A. dobagii
A. apiculatus
A. linearis
A. pungens (2 sous-espèces)
A. gracilipes
A. venosus
A. dobsonii
A. glabrescens (2 sous-espèces)
A. ellipticus
A. cuneatus
A. stictus
A. ileticos
A. forrestii
A. eyrei
A. cacomorphus
A. flavidiflorus
A. argyreus
A. macropodianus
A. terminalis
A. sericeus (2 sous-espèces)
A. cunninghamii
A. oreophilus
A. cygnorum (2 sous-espèces)
A. meisneri
A. velutinus
A. filifolius
A. labillardierei
A. acanthophyllus

### Hybrides
Adenanthos cuneatus forme apparemment assez facilement des hybrides avec d'autres espèces d'Adenanthos, car quatre hybrides naturels potentiels ont été signalés :
- A. × cunninghamii (Albany Woollybush), un hybride entre A. cuneatus et A. sericeus, a été collecté pour la première fois en 1827 et publié sous le nom de A. cunninghamii en 1845. Hormis quelques collectes douteuses dans les années 1830 et 1840, aucune autre observation n'a été faite jusqu'en 1973, lorsque Nelson l'a redécouvert. À l'époque, il était considéré comme une espèce distincte, mais en 1995, on pensait qu'il s'agissait plutôt d'un hybride[2], et cela a été confirmé par une analyse génétique en 2002[22]. En apparence, il ressemble beaucoup à A. sericeus, mais ses segments foliaires sont plats plutôt que cylindriques[23].
- Une seule plante découverte par Nelson près de Israelite Bay, où se trouvent les deux parents supposés, est considérée comme un hybride entre A. cuneatus et A. dobsonii. Les feuilles sont principalement triangulaires comme celles d' A. cuneatus, cependant, alors qu' A. cuneatus possède pour la plupart cinq lobes, l'hybride a généralement trois lobes, la feuille occasionnelle étant entière comme celles d' A. dobsonii (bien qu' A. cuneatus lui-même porte parfois des feuilles entières). Les feuilles de l'hybride n'ont pas l'épais indument d' A. cuneatus, étant vert clair avec un indumentum clairsemé comme celui d' A. dobsonii. La couleur des fleurs ressemble à celle d' A. cuneatus mais le style n'a pas d'indumentum, comme A. dobsonii[24].
- Deux plantes trouvées près de Twilight Cove sont considérées comme des hybrides entre A. cuneatus et A. forrestii, les deux seules espèces d' Adenanthos présentes dans la région. L'un a été découvert par Nelson en 1972, l'autre par Alex George en 1974. Ils sont à environ 5 km de distance, et diffèrent quelque peu. Les feuilles sont triangulaires et plates comme celles d' A. cuneatus, mais les feuilles des pousses matures sont très longues et étroites, et les feuilles des pousses plus jeunes sont profondément lobées[25].
- Dans sa révision de 1995, Nelson fait référence à des hybrides putatifs avec A. dobsonii et A. apiculatus, citant l'article de 1978 dans lequel il a publié des hybrides possibles avec A. dobsonii et A. forrestii[2] On ne sait pas si la référence à A. apiculatus est une erreur ou un éventuel quatrième hybride.

### Noms communs
Cette espèce a plusieurs noms communs, certains très localisés. Deux noms font allusion à sa consommation par les chevaux bridle bush (buisson de bride), nom utilisé à l'est d'Esperance, fait référence au fait que les chevaux le privilégient comme fourrage ; et sweat bush (buisson de sueur), utilisé autour de Hopetoun, dérivé de l'affirmation selon laquelle les chevaux transpirent après avoir consommé de jeunes pousses. Le nom commun de flame bush (buisson de feu) dérive de la croissance terminale d'un rouge brillant. Il est également connu sous le nom de coastal jugflower,,. Nelson enregistre également l'utilisation des noms Templetonia et native temp, mais les ridiculise comme des erreurs évidentes.

## Répartition et habitat

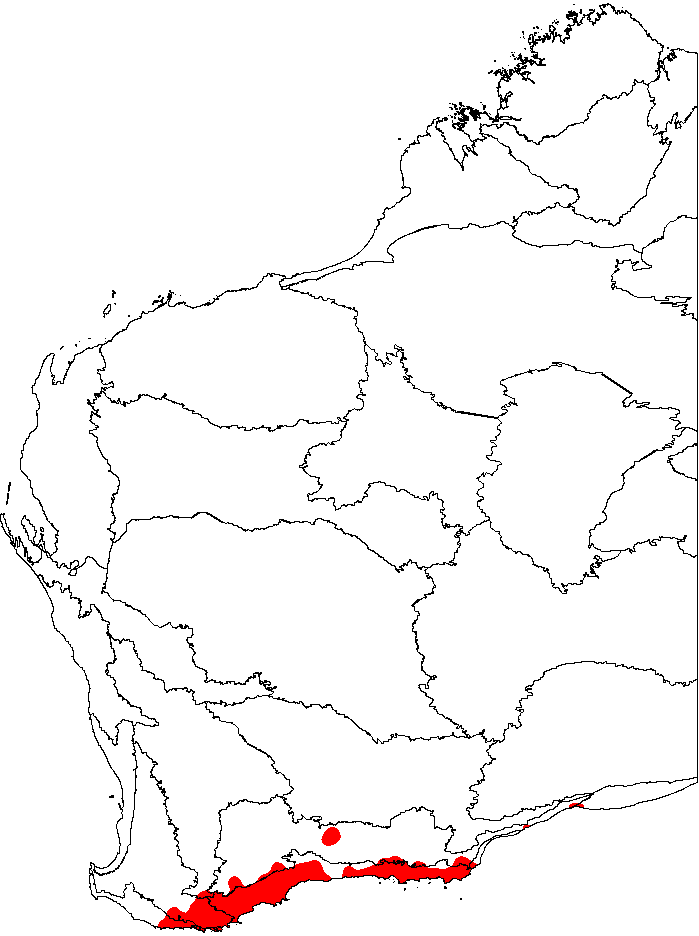
Répartition d' A. cuneatus, représenté sur une carte des régions biogéographiques de l'Australie occidentale.

L'espèce d' Adenanthos la plus largement distribuée de la côte sud, A. cuneatus est commun et localement abondant entre King George Sound et Israelite Bay, le long de la côte et jusqu'à 40 km à l'intérieur des terres, avec des populations isolées s'étendant à l'ouest jusqu'à Walpole et la chaîne de Stirling, et aussi loin à l'est d'Israelite Bay que Twilight Cove.
Cette espèce est restreinte aux sols siliceux des plaines sableuses et ne poussera pas sur les sols calcaires tels que les plaines calcaires du Nullarbor, ou même les dunes siliceuses à calcaire à faible profondeur. Cette restriction explique les disjonctions à l'est d'Israelite Bay : l'espèce n'est présente que dans les quelques endroits où l'existence de dunes au sommet des falaises de sable siliceux profond fournit un habitat convenable. Si le sol est siliceux et assez sec, A. cuneatus tolère une gamme de conditions édaphiques : il pousse à la fois dans le sable latéritique et les sables d'origine marine, et il tolère des niveaux de pH allant de 3,8 à 6,6.
Conformément à ces préférences édaphiques, A. cuneatus est un membre fréquent et caractéristique des landes kwongan que l'on trouve couramment dans les plaines de sable du Sud-Ouest de l'Australie. Le climat dans son aire de répartition est méditerranéen, avec des précipitations annuelles de 275 à 1 000 mm.

## Écologie
Les abeilles collétides du genre Leioproctus sont attirées par les fleurs d'Adenanthos cuneatus. Une étude de terrain menée en 1978 autour d'Albany a révélé que la souris à miel (Tarsipes rostratus) visitait occasionnellement Adenanthos cuneatus, tandis qu'une espèce de passereau d'Australie occidentale(Méliphage festonné) préférait largement cette espèce à d'autres fleurs. Une étude de terrain de 1980 sur la plage de Cheyne a montré que le méliphage de New Holland et le méliphage à joues blanches le pollinisent. Une étude de terrain de 1985-1986 dans le parc national de Fitzgerald River a révélé que l'opossum de miel se nourrissant de nectar le mange occasionnellement. Le silvereye (Zosterops lateralis) se nourrit du nectar des fleurs et a également été observé en train de prendre des gouttes de rosée sur les feuilles tôt le matin.
Adenanthos cuneatus est connu pour être sensible au dépérissement par Phytophthora cinnamomi, mais les rapports sur le degré de sensibilité varient de faible à élevé. Une étude menée pendant 16 ans sur la forêt de Banksia attenuata, à environ 400 km au sud-est de Perth, et à la suite d'une vague de P. cinnamomi, a montré que les populations d' A. cuneatus n'étaient pas significativement réduites dans les zones atteintes. Le phosphite (utilisé pour lutter contre le dépérissement) a des effets toxiques sur A. cuneatus, avec une certaine nécrose des extrémités des feuilles, mais l'arbuste absorbe peu de composé par rapport aux autres arbustes. Les spécimens de la végétation des dunes côtières ont montré une certaine sensibilité au champignon Armillaria luteobubalina, avec entre un quart et la moitié des plantes exposées succombant au pathogène.

## Culture

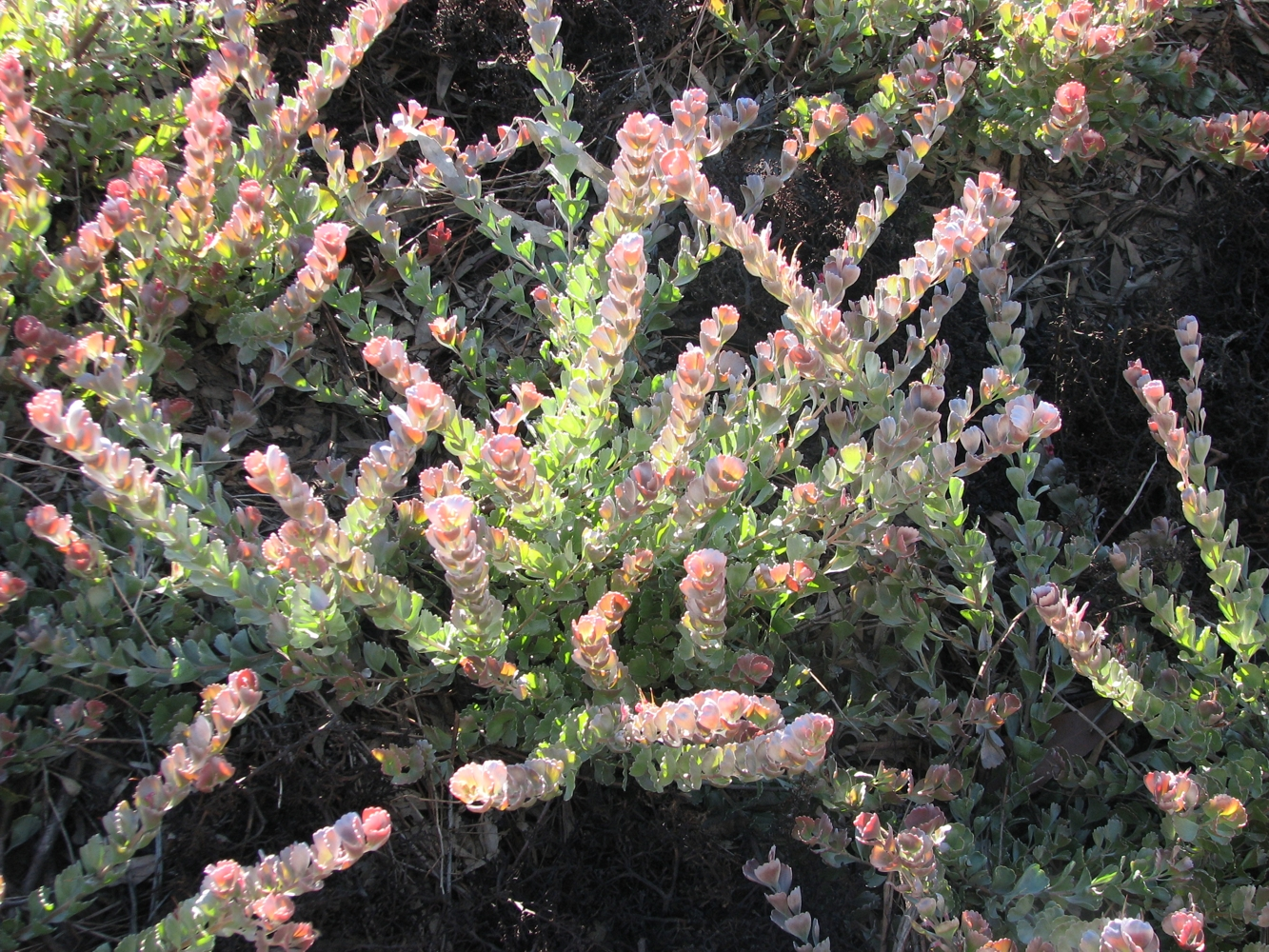
A. "Coral Drift"

Adenanthos cuneatus a été transporté en Grande-Bretagne en 1824 et a été cultivé en Australie et dans l'ouest des États-Unis. Son joli feuillage bronzé ou rougeâtre est sa principale caractéristique horticole, ainsi que sa capacité à attirer les oiseaux au jardin. Il nécessite une position bien drainée pour bien faire, mais poussera en plein soleil ou à mi-ombre, et tolère à la fois les sols sablonneux et graveleux. George Lullfitz, un pépiniériste d'Australie occidentale, recommande de le cultiver comme couvre-sol disséminé devant d'autres arbustes, ou dans une rocaille.
Les cultivars suivants existent :
- A. "Coral Drift" est une forme compacte en culture depuis au moins les années 1990. Ses dimensions sont de 50-70 cm de haut par 1-1,5 m de large. Le feuillage gris a une nouvelle croissance pourpre rosé[42].
- A. "Coral Carpet" est une forme prostrée qui culmine à environ 20 cm de haut et se propage au sol jusqu'à 1,5 m. Le nouveau feuillage est d'un violet rosé. Un semis fortuit de 'Coral Drift', a été développé à l'origine par George Lullfitz à Wanneroo. Il est devenu accessible au public en 2005 et a été enregistré avec succès en vertu de la protection légale des obtentions végétales[42].